# União das Freguesias de Candoso e Carvalho de Egas
Die União das Freguesias de Candoso e Carvalho de Egas ist eine portugiesische Gemeinde (Freguesia) im Kreis (Concelho) Vila Flor, Distrikt Bragança, im Nordosten Portugals.

## Geschichte
Die Gemeinde entstand im Zuge der Gebietsreform vom 29. September 2013 durch die Zusammenlegung der ehemaligen Gemeinden Candoso und Carvalho de Egas.
Candoso wurde Sitz der neuen Verwaltung.

## Demographie
| Freguesia | Freguesia                  | Freguesia | Freguesia       | ehemalige Freguesias | ehemalige Freguesias | ehemalige Freguesias | ehemalige Freguesias |
| --------- | -------------------------- | --------- | --------------- | -------------------- | -------------------- | -------------------- | -------------------- |
| Wappen    | Freguesia                  | Einwohner | Fläche in (km²) | Wappen               | Freguesia            | Einwohner            | Fläche in (km²)      |
|           | Candoso e Carvalho de Egas | 222       | 10,02           |                      | Candoso              | 158                  | 7,13                 |
|           | Candoso e Carvalho de Egas | 222       | 10,02           | Carvalho de Egas     | 114                  | 2,89                 |                      |